# Городенский сельсовет
Городе́нский сельсовет — муниципальное образование со статусом сельского поселения в Льговском районе Курской области Российской Федерации.
Административный центр — село Городенск.

## История
Статус и границы сельсовета установлены Законом Курской области от 21 октября 2004 года № 48-ЗКО «О муниципальных образованиях Курской области».
Законом Курской области от 26 апреля 2010 года № 26-ЗКО в состав сельсовета включены населённые пункты упразднённого Борисовского сельсовета.

## Население
| 2002  | 2010  | 2012  | 2013  | 2014  | 2015  | 2016  |
| ----- | ----- | ----- | ----- | ----- | ----- | ----- |
| 1289  | ↗1526 | ↘1457 | ↘1401 | ↗1430 | ↘1395 | ↘1344 |
| 2017  | 2018  | 2019  | 2020  | 2021  |       |       |
| ↘1288 | ↘1225 | ↘1189 | ↘1138 | ↗1303 |       |       |

## Состав сельского поселения
| № | Населённый пункт     | Тип населённого пункта       | Население |
| - | -------------------- | ---------------------------- | --------- |
| 1 | Борисовка            | село                         | ↘189      |
| 2 | Городенск            | село, административный центр | ↘485      |
| 3 | Люшинка              | деревня                      | ↘59       |
| 4 | Николаевка           | деревня                      | ↘35       |
| 5 | Октябрьский          | хутор                        | ↘12       |
| 6 | Погореловка          | деревня                      | ↘127      |
| 7 | Пригородная Слободка | село                         | ↘551      |
| 8 | Речица               | село                         | ↘68       |